# Chúng tôi từng là lính
Chúng tôi từng là lính (tên gốc tiếng Anh: We Were Soldiers) là bộ phim chiến tranh của điện ảnh Hoa Kỳ được xây dựng dựa trên trận Ia Đrăng trong chiến tranh Việt Nam, diễn ra vào ngày 14 tháng 11 năm 1965. Đây là trận đánh quy mô lớn đầu tiên có sự tham gia của quân đội Hoa Kỳ và quân chủ lực của quân đội nhân dân Việt Nam. Bộ phim được dàn dựng bởi đạo diễn Randall Wallace, có sự tham gia của các ngôi sao điện ảnh Hollywood như nam diễn viên gạo cội Mỹ là Mel Gibson (vai trung tá Hal Moore) và có nam diễn viên nổi tiếng của Việt Nam là Đơn Dương (vai trung tá Nguyễn Hữu An).
Chúng tôi từng là lính miêu tả về trận chiến tại thung lũng hẻo lánh Ia Đrăng ở Tây Nguyên Việt Nam vào tháng 11/1965. Đó là cuộc đối mặt đầu tiên giữa quân đội Việt Nam và quân nhân Mỹ, bộ phim tái hiện trận đánh khốc liệt đã đi vào lịch sử chiến tranh Việt Nam và được chuyển thể từ cuốn sách We Were Soldiers Once… And Young (Chúng tôi là chiến sĩ) của chính trung tá Hal Moore ngoài đời viết. Hal Moore và phóng viên Joseph L. Galloway, cả hai đều tham gia trận đánh nổi tiếng này.
Bộ phim sau khi công chiếu đã đạt nhiều thành công tại Hoa Kỳ với doanh thu hơn 20,2 triệu USD trong những ngày đầu công chiếu (số liệu do Exhibitor Relations công bố), theo thống kê thì 75% khán giả của Chúng tôi từng là lính đều hơn 25 tuổi, 44% lượng người xem là phụ nữ. Bộ phim được đón nhận rộng rãi trong công chúng Mỹ và kể cả những nhân vật trong chính quyền, bộ phim đã trình chiếu tại Nhà Trắng và Tổng thống Hoa Kỳ George Bush đã mời Gibson đến để cùng thưởng thức bộ phim, ông Bush tỏ ra tâm đắc với bộ phim này. Đặc biệt trong bối cảnh ngay sau vụ khủng bố 11 tháng 9, công chúng Mỹ cần một bộ phim ca ngợi tinh thần anh dũng của binh sĩ nước mình.
Tuy vậy, tại Việt Nam, bộ phim gây tranh cãi rất lớn và bị chính quyền trong nước phản đối dữ dội vì cho rằng đã xuyên tạc, bóp méo lịch sử Việt Nam và hình ảnh của người lính quân đội nhân dân Việt Nam.

## Nội dung
Mở đầu bộ phim là bối cảnh năm 1954 của cuộc Chiến tranh Đông Dương lần hai, khi một đơn vị quân đội Pháp đang hành quân qua đồi Ia Đrăng (nơi mà lực lượng quân Mỹ do Trung tá Hal Moore chỉ huy đặt chân đến vào 11 năm sau). Tại đây, toán quân Pháp đã bị lực lượng Việt Minh phục kích và tiêu diệt hoàn toàn, khi đó một sĩ quan Việt Minh hỏi Trung tá Nguyễn Hữu An (Đơn Dương) rằng: "Thủ trưởng, chúng ta có bắt giữ tù binh không?" thì Trung tá An trả lời bằng một giọng nói quyết đoán: "Không, giết sạch bọn chúng và không cho bọn chúng tới đây nữa".
Mười một năm sau đó, Trung tá Hal Moore (Mel Gibson), một người lính Mỹ đang chuẩn bị được gửi đến Việt Nam cùng với những đồng đội của mình. Moore được giao chỉ huy sư đoàn Kỵ binh bay là những đơn vị chiến đấu bằng chiến thuật trực thăng. Sau khi đến Việt Nam, ông ta nhận được tin một căn cứ Hoa Kỳ đã bị tấn công, và được lệnh phải dùng 400 người để giải cứu. Ông dẫn đầu một đơn vị kỵ binh bay mới được thành lập vào Thung lũng Ia Đrăng chống lại hơn 4.000 đến 6.000 quân đối phương được trang bị đầy đủ vũ khí.
Sau khi hạ cánh tại "Thung lũng chết", những người lính Quân đội Nhân dân Việt Nam đã sử dụng hơn 4.000 quân để bao vây đơn vị này. Một đội quân Mỹ đang bị cô lập tại một số khoảng cách từ vị trí chính của tiểu đoàn, sau khi Thiếu úy Henry Herrick phát hiện thấy một trinh sát Việt Nam và cho đội đuổi theo. Người trinh sát lừa họ vào ổ phục kích, kết quả là phần lớn thành viên trung đội tử vong, kể cả Herrick. Đêm đó quân Mỹ gọi pháo binh yểm trợ và sử dụng bóng đêm che phủ, giữ khoảng cách với những người lính Việt Nam từ vị trí của họ.
Thế trận bắt đầu xoay chuyển khi quân Mỹ sử dụng hỏa lực áp đảo. Trung đội của Mỹ mặc dù bị mắc kẹt gần vùng hạ cánh, và quân số ít hơn, nhưng được sự hỗ trợ của pháo binh tầm xa và thậm chí gọi một phương pháp cuối cùng là sử dụng bom lửa napalm ném vào vị trí của họ, chấp nhận hi sinh một số quân nhưng giết chết một số lượng lớn binh sĩ của Việt Nam, loại bỏ hầu hết các lực lượng tấn công Việt Nam. Các lính Mỹ tập hợp lại, ổn định đội hình và an toàn ra khỏi vị trí nguy hiểm. Sau đó họ phát hiện được nơi đặt trụ sở bộ chỉ huy bên Việt Nam là các hầm, địa đạo. Quân đội Việt Nam đã thiết lập các ụ súng nặng gần lối giao thông hào qua các hầm chỉ huy. Quân Mỹ đã mở một trận tấn công mãnh liệt vào căn cứ của quân Việt Nam. Moore đích thân chỉ huy trận đánh này. Với sự dũng cảm, thiện chiến của quân đội Mỹ cộng với sự hợp đồng tác chiến với lực lượng trực thăng, quân Mỹ đã tiêu diệt hoàn toàn quân Việt Nam tại căn cứ này.
Tiếp đến, Nguyễn Hữu An - chỉ huy quân Việt Nam được cảnh báo rằng người Mỹ đã phá vỡ hệ thống liên lạc và đề kháng vòng ngoài. Ông liền ra lệnh sơ tán doanh trại. Về phía quân Mỹ, các trung đội bị mắc kẹt đã được cứu thoát. Moore, đã hoàn thành mục tiêu của mình, cùng với chiến hữu của mình trở về cứ điểm và được máy bay chở ra khỏi chiến trường.
Sau khi trận chiến kết thúc, lính Mỹ rút đi thì Trung tá An xuất hiện nhìn những cảnh ngổn ngang của chiến trường bên cạnh đó là xác của những người lính Giải phóng. Trung tá An nhìn thấy một lá cờ Mỹ cắm trên một cành cây bị gãy và nói: "Thật là khủng khiếp, Bọn họ tưởng rằng đây là chiến thắng của họ, và cuộc chiến này sẽ trở thành một cuộc chiến của người Mỹ, với kết quả giống nhau, là mọi người sẽ chết ở đây, trước khi chúng ta lên đó.".
Trung tá Moore sau đó tiếp tục ở lại chiến đấu ở Việt Nam, ông trở về nhà an toàn sau 235 ngày chiến đấu. Đoạn kết của phim là hình ảnh trung tá Moore đứng trước Đài tưởng niệm chiến tranh Việt Nam.

## Diễn viên
- Mel Gibson vai Trung tá Hal Moore
- Madeleine Stowe vai Julia Moore
- Đơn Dương vai Trung tá Nguyễn Hữu An
- Sam Elliott vai Thượng sĩ Basil Plumley
- Greg Kinnear vai Thiếu tá Bruce P. Crandall
- Chris Klein vai Thiếu úy Jack Geoghegan
- Keri Russell vai Barbara Geoghegan
- Barry Pepper vai Joseph L. Galloway
- Marc Blucas vai Thiếu úy Henry Herrick
- Ryan Hurst vai Trung sĩ Ernie Savage
- Jsu Garcia vai Đại úy Tony Nadal
- Jon Hamm vai Đại úy Matt Dillon
- Clark Gregg vai Đại úy Tom Metsker
- Desmond Harrington vai Bill Beck
- Johnny Trí Nguyễn vai người lính Quân đội Nhân dân Việt Nam

## Đánh giá

### Ý kiến ở Mỹ
Bộ phim sau khi chiếu đã gây ra nhiều phản ứng khác nhau. Về phía Mỹ, đây được xem là một bộ phim thành công và thu được doanh thu cao (20,2 triệu USD) và được hưởng ứng tích cực từ khán giả Mỹ, phim đã được trình chiếu trong Nhà Trắng cho Tổng thống Mỹ Bush và các quan chức Nhà Trắng. Bộ phim được đánh giá là có một cái nhìn đúng đắn hơn về chiến tranh, về tinh thần nhân đạo, lòng quả cảm và sự bao dung. Và đây cũng được cho là bộ phim mới nhất tại Mỹ xây dựng về đề tài chiến sự tại Việt Nam. David Kaminow, Phó giám đốc phụ trách marketing hãng Miramax, nhận xét: "Trong thời gian này, những bộ phim hài lãng mạn đang chiếm thế thượng phong tại khắp các rạp chiếu ở Mỹ, nhưng We Were Soldiers đã làm thay đổi điều đó".
Tuy vậy, một số ý kiến từ phía Mỹ cũng không đồng tình về bộ phim này. Theo các báo giới ở Việt Nam thì Joseph L. Galloway, đồng tác giả của cuốn sách cùng tên đã "rất ngạc nhiên và tức giận sau khi xem phim"... Theo Galloway, giữa cuốn sách mà ông là đồng tác giả với bộ phim, dù cùng một câu chuyện nhưng có nội dung khác nhau, Galloway khẳng định cuốn sách đã phản ánh đúng sự thật, nhưng khi lên phim mọi chuyện thay đổi.
Ông còn cho biết Tướng Moore và Galloway được mời làm cố vấn cho bộ phim nhưng thực ra những cảnh phim họ được xem rất ít. Mỗi khi phát hiện ra những cảnh sai với sự thật, tướng Moore và Galloway đều nói với đạo diễn, nhưng mọi chuyện sau đó họ không phải là người quyết định. Tướng Moore và Galloway đã nổi giận khi xem phim và ngay sau đó đã lớn tiếng chỉ trích các nhà làm phim. Theo ông, Hollywood đã phim ảnh hóa tới hơn 80% sự thật để thu được lợi nhuận cao, trong khi thông thường chỉ được phép dưới 20%.
Theo Galloway, trong trận chiến kéo dài 4 ngày (14-17/11/1965) tại thung lũng Ia Đrăng, tổng cộng có 234 lính Mỹ tử trận, khoảng 250 người bị thương và là trận chiến đẫm máu, gây thương vong rất cao cho lính Mỹ trong chiến tranh Việt Nam. Theo trí nhớ của Galloway, có 6 chiến sĩ của Quân giải phóng bị bắt, nhưng sau đó trốn thoát được. Theo những tài liệu mà Galloway thu thập được, nếu tính trên toàn chiến dịch Plây-me của Quân giải phóng (19/10 đến 26/11/1965), con số lính Mỹ thương vong cao hơn nhiều.

### Ý kiến ở Việt Nam
Về ý kiến ở Việt Nam, nhà văn Chu Lai có nhận xét về bộ phim này, ông cho rằng đây là bộ phim giả tư liệu, giả nhân văn. Phải thừa nhận rằng với kinh phí khổng lồ, đạo diễn tài giỏi, diễn viên gạo cội, bộ phim tạo ra bầu không khí chiến tranh mà điện ảnh Việt Nam còn lâu mới tạo được. Nhưng thật đáng thất vọng vì đằng sau vẻ hoành tráng ấy lại là sự thiếu trung thực.
Nhà văn còn nhận định: "Tôi nói phim này giả tư liệu vì nó được mở đầu bằng một cuốn hồi ký, được xây dựng như một nhật ký chiến sự, chi tiết từng ngày, từng giờ, có địa danh thực, có nhân vật thực... nhưng lại không đi theo biên đạo lịch sử, nó làm sai lệch diện mạo thật của lịch sử, mà cụ thể ở đây là trận chiến Ia Đrăng. Còn tính giả nhân văn được thể hiện ở những trích đoạn tình cảm về thân phận người lính Mỹ, về gia đình con cái họ, cuộc chia ly mang màu sắc đề cao vai trò cứu thế của người lính Mỹ tại Việt Nam. Bộ phim đưa ra ý tưởng nhân văn nhưng lại thiếu tính con người nên gọi nó giả nhân văn".
Ông kết luận Chúng tôi từng là lính "thiếu tính trung thực nên nó đã làm thay đổi hoàn toàn diện mạo cuộc chiến tranh giữa hai quốc gia và phẩm chất văn hóa hai dân tộc. Mô típ làm phim của điện ảnh Mỹ là xây dựng hình tượng anh hùng. Bộ phim này cũng không nằm ngoài ý tưởng đó. Tuy nhiên, với tư cách một người từng tham gia các trận chiến giáp lá cà với quân đội Mỹ, tôi có thể nói rằng bộ binh Mỹ là đội quân yếu nhất trong các lực lượng bộ binh có mặt tại chiến trường miền Nam. Về vai diễn của Đơn Dương, tôi thấy đạo diễn xây dựng quá sơ lược, không có đất diễn và rất phiến diện".
Một số ý kiến khác cho rằng trong bộ phim này, người lính Việt Nam được mô tả rất dũng cảm nhưng lạnh lùng, tàn nhẫn, đối nghịch với tính nhân bản được khắc họa rõ nét ở người lính Mỹ. Ngay mới vào đầu phim, khán giả đã bất bình với hình ảnh người bộ đội dùng lưỡi lê đâm vào lưng một sĩ quan Pháp trong cuộc chiến năm 1954. Cho dù trên chiến trận, đâm trước ngực hay bắn sau lưng cũng không mấy khác biệt, nhưng khi khắc họa trên phim, đâm sau lưng luôn là hình ảnh không đẹp của người lính. Sau đó, khi người lính thuộc cấp hỏi: "Thủ trưởng, chúng ta có bắt giữ tù binh không?" thì viên chỉ huy Nguyễn Hữu An (diễn viên Đơn Dương đóng) đã lạnh lùng đáp: "Không, giết sạch bọn chúng để không cho chúng tới đây nữa". Ngay lập tức những phát đạn vang lên giữa ánh mắt sợ hãi của hàng binh Pháp và hình ảnh Nguyễn Hữu An chĩa súng vào những tên hàng binh đang ngồi dưới chân mình sau đó đã đi xuyên suốt bộ phim. Trung tá Mỹ H. Moore ghi ra lý do khiến Pháp thất bại tại Đông Dương như tình báo, chủ quan, chiến đấu nơi xứ người... và sau cùng kết luận: thảm sát.
Bộ phim sau đó dẫn người xem tới cuộc bao vây tiểu đoàn 1, sư đoàn không kỵ thứ 7 của quân đội Mỹ do H. Moore chỉ huy (chính xác là 395 người) tại thung lũng Ia Đrăng trên Tây Nguyên của vị chỉ huy Nguyễn Hữu An. Đây là cuộc đụng độ đầu tiên giữa lính Mỹ và quân giải phóng chính quy Việt Nam. Gần như trận địa bị tràn ngập bởi "chiến thuật biển người" và áp sát của Nguyễn Hữu An khiến không quân Mỹ khó yểm trợ (trong phim có đoạn máy bay Mỹ thả bom napalm nhầm lính Mỹ). Cuối cùng, với xác người chồng chất, 400 lính Mỹ đã chiến thắng 2.000 quân giải phóng chính quy. Tuy nhiên, các tài liệu lịch sử đã khẳng định: Quân Mỹ tham gia trận đánh có đến hơn 3 tiểu đoàn với hơn 1.000 quân. Kết quả trận đánh cũng khác hẳn so với bộ phim: Không hề có cuộc "phản công thắng lợi nào" của quân Mỹ như cuối phim. Thực tế họ bị phục kích và bị thiệt hại nặng, sau cùng phải lên trực thăng di tản khỏi trận địa.
Nhận định từ phía chính quyền Việt Nam cho rằng bộ phim này đã "xuyên tạc sự thật lịch sử và xúc phạm đến những giá trị thiêng liêng của một đất nước, một dân tộc đã từng hi sinh, chiến đấu để bảo vệ Tổ quốc mình. Những bộ phim như thế không đóng góp cho tiến trình hòa giải và xây dựng quan hệ hữu nghị giữa nhân dân hai nước Việt Nam và Mỹ". Đối với diễn viên Đơn Dương, chỉ riêng việc xin xuất cảnh đi Mỹ bằng thị thực thăm người thân, nhưng sau đó lại tham gia đóng các phim đã làm tổn hại chẳng những đến nhân cách và danh dự của bản thân anh ta mà còn làm tổn hại danh dự của đất nước, đó chẳng những là việc làm không đàng hoàng, minh bạch đối với một diễn viên chân chính mà còn là việc làm lừa dối pháp luật của Việt Nam và pháp luật Hoa Kỳ. Không chỉ ở Việt Nam, mà ở bất cứ nước nào, dù là người nổi tiếng, là ngôi sao nghệ thuật hay thể thao, đều có thể bị dư luận phê phán vì những hành vi hay thái độ sai trái của họ và diễn viên Đơn Dương cần lắng nghe những ý kiến của đồng nghiệp và công luận để rút ra cho mình những bài học và tránh bị ai đó lợi dụng.
Diễn viên Đơn Dương (người đóng vai Nguyễn Hữu An) cho biết: "Kịch bản lúc đầu tôi được xem là rất tốt, về một trận đánh lớn ở Tây Nguyên năm 1965, nơi quân cách mạng Việt Nam đã tiêu diệt cả một tiểu đoàn dù Mỹ, sau đó Mỹ chỉ còn cách dùng bom napalm để san phẳng trận địa. Kịch bản sau đó đã bị sửa chữa, cắt xén sau sự kiện ngày 11 tháng 9 để làm tôn vinh những giá trị của người Mỹ. Cảnh quay có tôi khá nhiều nhưng khi lên phim chỉ còn một ít. Tôi rất tiếc về chi tiết nhân vật tôi đóng đã ra lệnh giết các tù binh trong cảnh mở đầu phim. Có một tù binh đã bị thương nặng ở cổ và trước sau gì cũng sẽ chết. Tôi không biết quy ước quốc tế về tù binh, cũng không biết nội dung kịch bản sau này cho thấy lính Mỹ rất tử tế với người thân của tử sĩ đối phương. Đây là một kinh nghiệm sâu sắc về làm phim với nước ngoài trong cuộc đời diễn viên của tôi".

## Về diễn viên Đơn Dương
Sau khi bộ phim này được công chiếu, dư luận Việt Nam đã chĩa mũi nhọn vào Đơn Dương, các cơ quan quản lý của Việt Nam cũng đã có ý kiến về anh, gây nên cho anh khá nhiều rắc rối. Diễn viên Đơn Dương, người đóng vai trung tá Nguyễn Hữu An, đã phải nhiều lần thanh minh về việc anh đóng phim tại Mỹ.
Anh cho biết năm 2000, anh được mời đi dự liên hoan phim ở Mỹ và được đạo diễn Randall Wallace chọn anh đóng phim Chúng tôi từng là lính. Anh nhận đóng vai trung tá An vì anh đã từng đóng vai trung tá Lực trong bộ phim Cỏ lau, đó là một nhân vật hư cấu còn trung tá An là một nhân vật anh hùng có thật, nên anh thích vai này hơn. Anh cũng cho biết khi nhận vai, đạo diễn có nói đây là bộ phim lên án cuộc chiến xâm lược của Mỹ ở Việt Nam. Anh cũng đã gặp trung tá Harold Moore và đã được cung cấp tư liệu để thực hiện bộ phim này, và biết ông này rất nể phục trung tá An. Ngoài ra vì lý do nghề nghiệp, việc đóng một vai đối đầu với diễn viên Mel Gibson, một siêu sao của Hollywood, đã kích thích anh nhận đóng vai trung tá An.
Đơn Dương cũng công khai cho biết số thù lao của anh trong bộ phim này, trong phim, Mel Gibson được trả cát-xê 25 triệu USD, còn anh chỉ được 15.000 USD, sau khi đóng thuế còn 10.000 USD.
Anh cũng nhận xét thêm rằng khi đọc kịch bản, anh nghĩ mình đóng vai một anh hùng bộ đội, chắc sẽ được khán giả Việt Nam khen ngợi. Khi xem phim, khán giả tinh ý sẽ nhận thấy các vai bộ đội do những người châu Á khác đóng chứ không phải người Việt Nam. Nhưng khi xem bộ phim đã hoàn thành, "tôi rất buồn vì những cảnh tôi diễn tả tính cách dũng cảm và mưu trí của trung tá An đã bị cắt rất nhiều. Đây là kinh nghiệm cho bản thân tôi. Tôi xin thề sẽ không bao giờ đóng phim về chiến tranh Việt Nam do người nước ngoài đạo diễn nữa, vì họ có toàn quyền thay đổi kịch bản theo ý đồ của họ".
Sau khi Đơn Dương giải thích về việc đóng phim tại Mỹ, Sở Văn hóa - Thông tin thành phố Hồ Chí Minh đã yêu cầu anh làm tường trình. Hội Điện ảnh Việt Nam cũng đã kiến nghị làm việc với Bộ Văn hóa và Thông tin về việc quản lý diễn viên điện ảnh trong nước đóng phim ở nước ngoài. Một số ý kiến của các nhà quản lý cho rằng "Đơn Dương là diễn viên điện ảnh tự do, Cục Điện ảnh không quản lý và cũng không làm thủ tục xuất ngoại để Đơn Dương ra nước ngoài đóng phim Rồng xanh (Green Dragon) và Chúng tôi từng là lính (We Were Soldiers). Đơn Dương là diễn viên lâu năm, có tên tuổi và có kinh nghiệm, chí ít anh phải đọc kỹ kịch bản. Nếu thấy nội dung không phù hợp, thì anh không nên đóng. Vấn đề ở đây là nhận thức của Đơn Dương!" và "trong việc hợp tác làm phim với nước ngoài, Cục Điện ảnh duyệt nội dung trước khi cho thực hiện để tránh sai sót. Thực tế mỗi bộ phim cho thấy, ngoài yếu tố giải trí còn phải có tính giáo dục".
Tiến sĩ Trần Luân Kim, Tổng thư ký Hội Điện ảnh Việt Nam cho rằng: Sự kiện Đơn Dương tham gia đóng một bộ phim do Mỹ sản xuất có chi tiết xuyên tạc lịch sử Việt Nam là điều rất đáng tiếc. Hiện nay, Hội Điện ảnh Việt Nam không quản lý được các diễn viên (là hội viên của hội) nhận hợp đồng đóng phim nước ngoài, họ chỉ thông qua chính quyền và tự ý tham gia. "Để rút kinh nghiệm, sắp tới chúng tôi sẽ làm việc với Bộ văn hóa - thông tin, đề xuất việc phối hợp chặt chẽ để tránh xảy ra tình trạng đáng tiếc từng bị dư luận phê phán qua các phim: Yêu tiếng hát Việt Nam, Xích lô... Việc Đơn Dương đóng phim ở Mỹ cũng cần được xem xét lại để có biện pháp xử lý".
Bà Trương Ngọc Thủy, Giám đốc Sở Văn hóa Thông tin cho biết bà đã báo cáo giao ban báo chí gửi Thành ủy, Ủy ban nhân dân Thành phố Hồ Chí Minh, Sở Văn hóa thông tin đã trình bày sự việc này. Ban Giám đốc Sở đã giao cho ông Phạm Minh Tuấn mời diễn viên Đơn Dương lên 'làm việc', yêu cầu Đơn Dương tường trình. Nếu thấy sai phạm đến đâu, sẽ xử lý đến đó.
Đạo diễn Lê Văn Duy, Ủy viên Ban Thư ký Hội Điện ảnh thành phố Hồ Chí Minh cho biết "qua Tạp chí điện ảnh Pháp (số tháng 4/2002) tôi biết được nội dung bộ phim này đã xuyên tạc lịch sử Việt Nam, ca ngợi lính Mỹ là những người hùng. Chính tác giả bài báo đã phê phán thái độ không trung thực của những người làm phim đối với lịch sử. Tôi cho rằng Đơn Dương phải chịu hoàn toàn trách nhiệm về việc tham gia đóng phim này. Để biện minh, Đơn Dương nói mình bị... lừa, nhưng không ai tin được. Bởi Đơn Dương đã đọc kịch bản, đã ra hiện trường để quay những cảnh, những lời thoại có sẵn từ kịch bản... Nhưng anh vẫn đóng dù phim mang nội dung xuyên tạc và bất lợi đối với Việt Nam".
Khi có dư luận lên tiếng, Đơn Dương đã cố biện minh nhưng không được chấp nhận. Ông Lê Văn Duy, Ủy viên Ban thư ký Hội Điện ảnh, nói: "Đơn Dương không thể biện minh gì được qua bộ phim "Rồng xanh" mà anh ta tham gia vai chính. Hơn 90% lời thoại trong phim là tiếng Việt thì không thể nào nói tôi bị lừa, hoặc tôi không hay biết...". Ông Nguyễn Phúc Thành, Cục trưởng Cục Điện ảnh phát biểu: "Đơn Dương ra nước ngoài bằng đường du lịch, rồi tự ý đóng hai phim "Chúng tôi từng là lính", "Rồng xanh", hoàn toàn không xin phép các cơ quan chức năng...".
Nhiều ý kiến của độc giả cũng quy trách nhiệm cho Đơn Dương, đặc biệt là hai đoạn gây tranh cãi là cảnh thứ nhất là đoạn đầu phim khi bộ đội Việt Nam đâm sau lưng sĩ quan Pháp và tiếp đến là vị chỉ huy ra lệnh tàn sát, đoạn thứ hai là cảnh cuối phim, sau khi bị thua trong trận giáp chiến với lính Mỹ, vị chỉ huy quay lại để thu nhặt xác đồng đội, anh ta làm một hành động là cắm lại lá cờ Mỹ một cách ngay ngắn trên một gốc cây và quay lưng bỏ đi.
Không chịu nổi áp lực từ dư luận, năm 2003, Đơn Dương đã đi định cư ở Mỹ.